# Herminghauspark

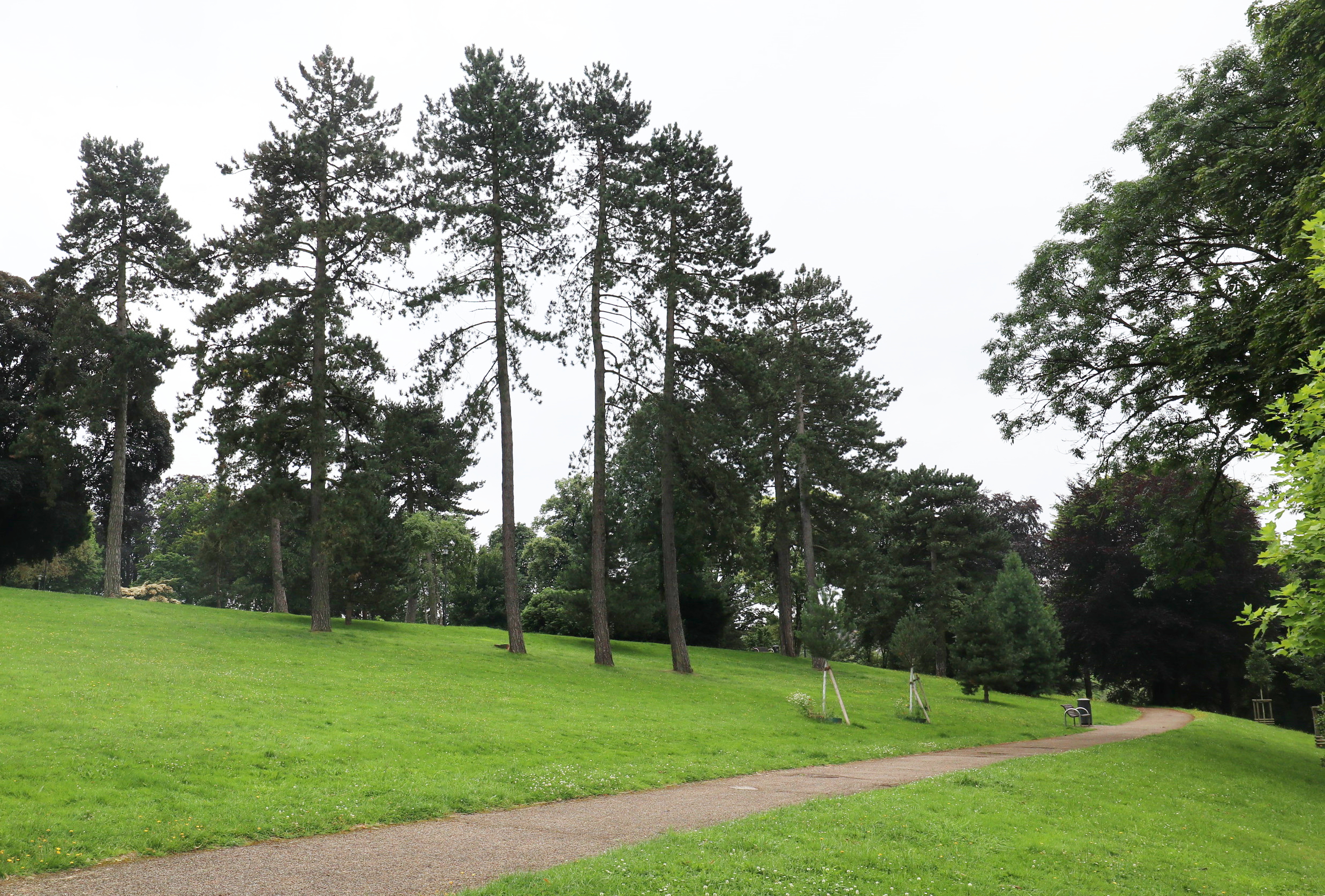
Herminghauspark

Der Herminghauspark ist die größte Parkanlage in der niederbergischen Stadt Velbert im Kreis Mettmann. Er befindet sich im Stadtbezirk Velbert-Mitte an einem zum Rinderbach abfallenden Hang zwischen Poststraße, Parkstraße und der Straße Uelenbeek. Unmittelbar nördlich vom Herminghauspark überspannt die Eulenbachbrücke das Rinderbachtal, über die der Panoramaradweg Niederbergbahn führt.
Der heutige Park geht auf das ursprüngliche Mohnser Wäldchen zurück, in dem bereits 1887 erste Wanderwege angelegt wurden. Der Velberter Unternehmer Emil Herminghaus (1837–1921) stiftete der Stadt Velbert ein Kapital von 30.000 Mark, um auf dem Gelände einen vollwertigen Park anzulegen. Dieser 1912 angelegte Park wurde in der Folge nach seinem Stifter benannt. Zwischen 2004 und 2008 wurde der Park mit Mitteln der Sparkasse Velbert modernisiert. Im Jahr 2011 wurde das Tiergehege mit Fördermitteln des Bundes und des Landes Nordrhein-Westfalen umgebaut und neu eröffnet.

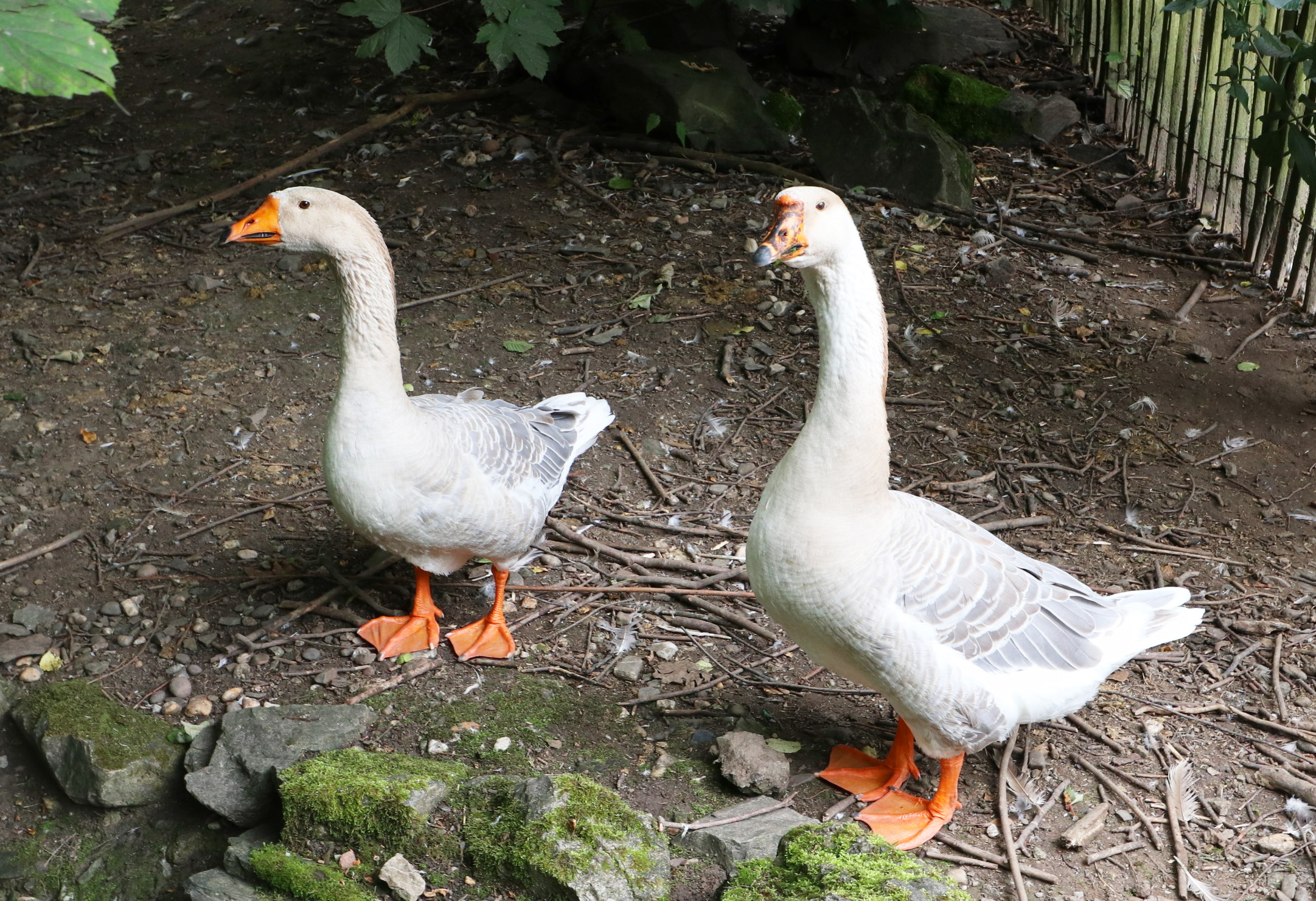
Zwei Gänse im Tiergehege des Parks

Der Herminghauspark verfügt über einen 6000 m² großen Kinderspielplatz mit Wasserspielplatz, eine privat betriebene Minigolfanlage, eine Boulebahn, eine Grillwiese sowie Tiergehege mit Streichelzoo und Lehrwerkstatt, das auch als grünes Klassenzimmer für Schulen und Kindertagesstätten genutzt wird. Der Kükelhausweg ist ein 1,2 km langer Rundwanderweg durch den Park mit neun Stationen, die die verschiedenen menschlichen Sinne ansprechen sollen. Nordöstlich angrenzend an das Parkgelände befindet sich mit dem Parkbad ein städtisches Schwimmbad.